# Lotika Cilermajer
Lotika Cilermajer (1860, Krakov — 1938, Višegrad) je bila najstarija od tri sestre Cilermajer koje su se krajem 19. veka doselile u tadašnju austrougarsku provinciju Bosnu i Hercegovinu iz Krakova u Poljskoj. Ivi Andriću je poslužila kao inspiracija za istoimenu junakinju romana „Na Drini ćuprija“.

## Biografija
O Lotikinom detinjstvu i najranijoj mladosti se ne zna gotovo ništa. Lotika se udaje u ranoj mladosti za doktora iz Krakova čije ime danas nije poznato. U dvadesetoj godini postaje udovica. Ubrzo posle toga Lotika se, sa sestrama, seli u Višegrad, tada u Austrougarskoj. U isto vreme u Višegrad se sele još dve jevrejske porodice, Caler i Apfelmajer, čiji će se životi dodatno isprepletati.
Lotika se posle prvog braka više nije udavala i nije imala potomstvo.
O njenom životu posle dolaska u Podrinje se zna nešto više. Lotika je u Višegradu upravljala hotelom „Zur Brücke“, koga su meštani zvali „Lotikin hotel“. Vlasnik hotela je bio muž njene sestre Debore, Adolf Caler.
Tokom Lotikinog upravljanja hotelom, jedan od čestih posetilaca hotela bio je i Ivo Andrić koji se vremenom zbližio sa njom i njenom porodicom.
Lotika je umrla 1938. godine i sahranjena je na Jevrejskom groblju na Okolištima kod Višegrada.

## Lotika i Ivo Andrić
Ivo Andrić je detinjstvo i ranu mladost proveo u Višegradu i često je boravio u Lotikinom hotelu. Na osnovu odnosa koji je razvio sa upravnicom hotela, Lotikom, napravio je građu za lik koji će se kasnije pojaviti u romanu „Na Drini ćuprija“.
Kada je osvojio Nobelovu nagradu 1961. godine, Lotikine sestričine Ina i Helena poslale su mu čestitku, na koju je on srdačno odgovorio.

## Porodica
Lotikina sestra Debora bila je udata za Adolfa Calera, koji se takođe pominje u romanu Ive Andrića. Njihova ćerka Ina se udala za zagrebačkog lekara Dragu Marasa sa kojim je do kraja života živela u Montrealu, Kanada.
Treća sestra Adelaida bila je udata za višegradskog preduzetnika Lavoslava Šperlinga, sa kojim je imala petoro dece: sinove Samuila, bankara koga su nacisti ubili u Beču 1941, Benjamina, koji je bio vlasnik fabrike kože u Lajpcigu, takođe ubijen početkom Drugog svetskog rata, Ferdinanda, koji je ubijen na beogradskom Sajmištu, i ćerke Anu, koja je kao mala umrla od tuberkuloze i Serafinu, koja je jedina preživela rat. Pretpostavlja se da je razlog tome bila činjenica da se udala za Antona Škardu, Jevrejina koji je nosio češko prezime.
Potomci Serafine i Antona: Oto, Adela, Vladimir i Helena su jedini članovi višegradske loze Cilermajer. Serafinina praunuka Jelena Đurović je potpredsednica Jevrejske zajednice Crne Gore.

## Lotika danas
Reditelj Emir Kusturica u nacionalnom parku Mokra Gora drži restoran „Lotika“, a „Lotika d.o.o“ naziv je i njegovog privatnog preduzeća.
U saradnji sa Ministarstvom kulture Republike Srbije, Kusturica se sprema da snimi filmsku operu po romanu „Na Drini ćuprija“. Za potrebe snimanja, na inicijativu Emira Kusturice i uz podršku Vlade Republike Srpske, u Višegradu se planira izgradnja Kamengrada po uzoru na mokrogorski Drvengrad.

## Spoljašnje veze
- Zadužbina Ive Andrića
- Višegrad na sajtu
- Lotikina požutela slika, Večernje Novosti (13. septembar 2009)
- Novel Characters: Lotika Zellermeier, Manik Mulla,  978-1-157-97448-2 (језик: енглески)